# Steffen Jürgens (Schauspieler)

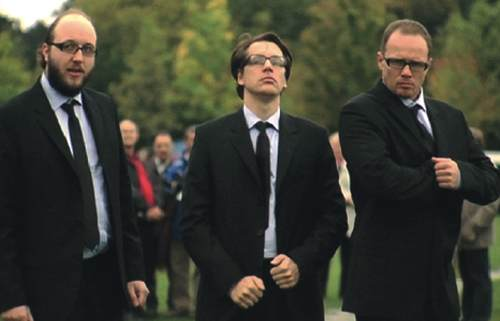
Steffen Jürgens (Mitte) in dem Film Sonne über Deutschland

Steffen Jürgens  oder auch Steffen C. Jürgens (* 27. Juli 1967 in Braunschweig) ist ein deutscher Schauspieler, Filmregisseur und Drehbuchautor.

## Leben und Wirken
Nach dem Studium an der HBK Braunschweig, wechselte Steffen C. Jürgens 1997 an die Filmakademie Baden-Württemberg, wo er Filmregie studierte. 2004 kam sein schwarz-weiß fotografierter Debütfilm Der Ärgermacher in die deutschen Kinos, der 2003 beim Filmfestival Max Ophüls Preis seine Uraufführung feierte. In dem Spielfilm verkörpert Steffen Jürgens den Möchtegern-Schriftsteller Jochen Antrazith, der versucht, seinen Roman „Note 6“ mit kriminellen Methoden unter das deutsche Volk zu bringen, aber daran scheitert.
Als er Ende der 1990er Jahre bei seinen Recherchen für den Kurzspielfilm Stuhlberg – Der jüngste Manager Europas Lolo Ferrari, „die Frau mit den größten Brüsten der Welt“, auf einer Tour durch deutsche TV-Talkshows und Diskotheken, begleitete und filmte, lernte Steffen C. Jürgens Lolo Ferraris deutschen Manager Martin Baldauf kennen. Im Laufe der Recherche rückte Ferraris Manager immer mehr in das Blickfeld des Regisseurs, so dass dieser in dessen Film Stuhlberg – Der jüngste Manager Europas zur Hauptfigur wurde und Steffen C. Jürgens ihn darin unter dem Namen Daniel Luigi Baldauf verkörperte. Einige Jahre später drehte er dann den Dokumentarfilm Der Generalmanager oder How To Sell A Tit Wonder über Martin Baldauf. Der Film lief unter anderem auf dem Filmfest München und dem Internationalen Filmfest Oldenburg und kam 2008 in die deutschen Kinos.
Des Weiteren arbeitet Steffen C. Jürgens als freier Drehbuchautor und Film- und Fernsehschauspieler. So drehte er unter anderem 2007 als Schauspieler eine der ersten deutschen Internet-Serien. Sie war für das Videoportal watch berlin und wurde unter anderem vom Holtzbrinck-Verlag produziert. In der Webserie mit dem Titel  Der Kulturterrorist konfrontiert Steffen Jürgens als Kunstfigur Jochen Antrazith unter anderem Berliner Bürger mit kulturellen, politischen und brisanten Themen. 2012 war er in der erfolgreichen deutschen Tragikomödie Oh Boy, die u. a. mit dem Europäischen Filmpreis und mehrfach beim Deutschen Filmpreis ausgezeichnet wurde, in der Rolle des „verbitterten Off-Theater-Regisseur[s]“ Ralf zu sehen.

## Filmografie

### Fernseh-/Webproduktionen
- 2004: Baal (Fernsehfilm) – Regie: Uwe Janson
- 2004: Experiment Bootcamp (Fernsehfilm) – Regie: Andreas Linke
- 2006: Die Sturmflut – Regie: Jorgo Papavassiliou
- 2006: Zores (Fernsehfilm) – Regie: Anja Jacobs
- 2006: Polizeiruf 110: Die Lettin und ihr Lover (Krimiserie) – Regie: Titus Selge
- 2007: Kahlschlag (Fernsehfilm) – Regie: Patrick Tauss
- 2007: Der Kulturterrorist (Webserie) – Regie: Steffen Jürgens
- 2009: Claudia – Das Mädchen von Kasse 1  (Fernsehfilm) – Regie: Peter Stauch
- 2011: Making of süße Stuten 8 (Fernsehserie, Mitwirkung in mehreren Folgen) – Regie: Daniel Hyan
- 2014: Weihnachten für Einsteiger (Fernsehfilm)
- 2014: Ein starkes Team: Der Freitagsmann (Fernsehserie)
- 2015: Vorsicht vor Leuten (Fernsehfilm) – Regie: Arne Feldhusen
- 2016: The Dingens Show (Fernsehserie) – Regie: Markus F. Adrian
- 2016: Ku’damm 56 (Fernseh-Dreiteiler) – Regie: Sven Bohse
- 2017: Notruf Hafenkante (Krimiserie) – Die Abrechnung (Fernsehserie) – Regie: Dustin Loose
- 2017: Polizeiruf 110: Einer für alle, alle für Rostock (Krimiserie) – Regie: Matthias Tiefenbacher
- 2017: SOKO Stuttgart  (Krimiserie) – Tödliches Komplott – Regie: Christoph Eichhorn
- 2018: Tatort: Déjà-vu (Krimireihe) – Regie: Dustin Loose
- 2018: Aktenzeichen XY … ungelöst (Fernsehreihe) – Alster-Mord/Bewaffneter Überfall auf Juwelier/Fahndung nach eiskaltem Killer/Panne bei Überfall
- 2018: Milk & Honey (Fernsehserie) – Die Bienenkönigin – Regie: Peter Gersina
- 2018: Die Kanzlei (Fernsehserie) – Überdosis
- 2018: Unschuldig (Fernsehfilm)
- 2018: Dogs of Berlin (Dramaserie) – Heimspiel
- 2019: Der Usedom-Krimi: Geisterschiff (Fernsehreihe)
- 2019: Tatort: Der höllische Heinz (Krimireihe)
- 2019: Scheidung für Anfänger (Fernsehfilm)
- 2019: Der Kriminalist – Gefährliche Liebschaft (Krimiserie)
- 2019: Schwester, Schwester – Hier liegen Sie richtig! (Fernsehserie)
- 2019: Rampensau – Das Angebot (Fernsehserie)
- 2019: Heldt – Ab in die Tonne (Fernsehserie)
- 2019: Aurel (Webserie) – Regie: Felix Schon
- 2019: SOKO Hamburg – Unter Fischern (Krimiserie)
- 2020: Mein Altweibersommer (Fernsehfilm)
- 2020: Polizeiruf 110: Tod einer Toten (Fernsehreihe)
- 2020: Nord Nord Mord – Sievers und die schlaflosen Nächte (Kriminalfilmreihe)
- 2020: #heuldoch – Therapie wie noch nie (Miniserie)
- 2021: Kommissarin Heller: Panik
- 2021: Die Drei von der Müllabfuhr – Die Streunerin (Fernsehreihe)
- 2021: The Mopes - Onwards Upwards (Fernsehserie)
- 2021: SOKO Köln – Alphatiere (Krimiserie)
- 2021: The Billion Dollar Code (Miniserie)
- 2022: ZERV – Zeit der Abrechnung (Miniserie)
- 2022: Friesland – Fundsachen (Krimiserie)
- 2022: Nord Nord Mord - Sievers sieht Gespenster (Krimiserie)
- 2022: Babylon Berlin - Staffel 4, Folge 10 (Fernsehserie)
- 2023: Polizeiruf 110: Daniel A. (Krimireihe)
- 2023: Verrücktes Blut (Kurzfilm)
- 2025: WaPo Elbe (Fernsehserie, Folge Schorf)
- 2025: Polizeiruf 110: Spiel gegen den Ball (Fernsehreihe)

### Kinofilme
- 1995: Der Vetter des Präsidenten (Kurzfilm)
- 1998: ...die man liebt...
- 1999: Stuhlberg – Der jüngste Manager Europas
- 2000: 8 Grad Celsius
- 2001: Das Leben des C. Brunner (Kurzfilm)
- 2001: Mein Bruder der Vampir
- 2003: Der Ärgermacher
- 2003: Verschwende deine Jugend
- 2004: Such mich nicht
- 2004: Kammerflimmern
- 2004: Arne Friedman (Experimentalfilm)
- 2005: Max und Moritz Reloaded
- 2006: Reine Formsache
- 2006: Der blaue Affe (Kurzfilm)
- 2008: 1. Mai – Helden bei der Arbeit
- 2008: Die Besucherin
- 2008: Die Lichtung
- 2009: Résiste – Aufstand der Praktikanten
- 2010: Hoffenheim – Das Leben ist kein Heimspiel (Sprecher)
- 2012: Hives (Košnice), (Sprecher)
- 2015: Treppe aufwärts
- 2016: Bittersüß
- 2017: Nadryw
- 2018: Ritter von trauriger Gestalt (Kurzfilm)
- 2019: Abikalypse
- 2019: Ich bin voller Hass und das liebe ich
- 2019: Lara
- 2019: Gasmann
- 2020: Lindenberg! Mach dein Ding
- 2020: Masel Tov Cocktail
- 2023: Tamara

## Hörspiele (Auswahl)
- 2010: Kinderfussballweltmeisterschaft (ARD)
- 2013: Hörspielkino unterm Sternenhimmel (Ostdeutscher Rundfunk Brandenburg/Rundfunk Berlin-Brandenburg)
- 2015: Gotteskrieger – Vor laufender Kamera (Deutschlandfunk Kultur)
- 2016: Das Rundfunk-Statement (Deutschlandfunk Kultur)
- 2017: Der römische Dolch (Deutschland Radio Kultur)
- 2019: Anna und der König von Dresden (ZDF/Ufa Fiktion)
- 2020: Aufstieg und Fall des Kunsthändlers Achenbach (MDR)
- 2021: Teresa Dopler: Unsere blauen Augen (Nr. 1) – Regie: Stefan Kanis (MDR)

## Regie / Drehbuch
- 1995: Der Vetter des Präsidenten (Kurzfilm), (Regisseur, Drehbuchautor)
- 1999: Stuhlberg – Der jüngste Manager Europas (Kurzfilm), (Regisseur, Drehbuchautor)
- 2001: Das Leben des C. Brunner (Kurzfilm), (Regisseur, Drehbuchautor, zusammen mit Christoph Brunner und Stefan Lampadius)
- 2003: Der Ärgermacher (Regisseur, Autor)
- 2006: Der Generalmanager oder How To Sell A Tit Wonder (Regisseur, Kamera)
- 2010: A Journey to Simplicity (Dokumentation), (Regisseur, Drehbuchautor, zusammen mit Daniel Steiner)

## Auszeichnungen
- 2001: Sonderpreis der Nordmedia beim up-and-coming für Das Leben des C. Brunner[6]
- 2007: Das Videoportal WatchBerlin.de, wo Steffen Jürgens als Kulturterrorist zu sehen ist, wird für den Grimme Online Award nominiert.
- 2017: Auszeichnung Bester Nebendarsteller beim rumänischen Filmfestival Best Film Awards in Cluj-Napoca für Bittersüß[7]

## Diverses
- Er und der Schauspieler und Filmemacher Stefan Lampadius spielten zusammen in 14 Kurz- und Langfilmen mit.